# 針持駅
針持駅（はりもちえき）は、かつて鹿児島県大口市針持（現・伊佐市大口針持）に設置されていた、日本国有鉄道（国鉄）宮之城線の駅（廃駅）である。
1987年（昭和62年）1月10日、宮之城線の廃止に伴い、廃駅となった。

## 歴史
- 1937年（昭和12年）12月12日：薩摩永野駅 - 薩摩大口駅間開通に伴い、一般駅として開業[1]。
- 1961年（昭和36年）10月23日：貨物の取り扱いを廃止する[1]。
- 1964年（昭和39年）2月15日：荷物扱い廃止[1][2]。無人化される[3]。
- 1987年（昭和62年）1月10日：宮之城線の全線廃止に伴い、廃駅となる[1]。

## 駅構造
島式ホーム1面2線を有した駅であったが、後に駅舎側の線路が使用停止となり、単式ホーム1面1線となった。なお、使用停止となったホーム（駅舎側）の線路は一部を除いて撤去が行われた。荷物扱いを廃止する前は有人駅（一般駅）、荷物扱いを廃止した後は無人駅として営業していた。

## 廃止後の状況
公園として整備され、記念碑と踏切警報機が設置されている。となりには駐在所がある。なお、駅跡地を公園として整備したのは宮之城線にある近隣の駅に限ると西太良・羽月の各駅と同様である。

## 隣の駅
日本国有鉄道
宮之城線
薩摩永野駅 - 針持駅 - 西太良駅